# Ulica Bytkowska w Katowicach
Ulica Bytkowska w Katowicach – ulica w katowickiej dzielnicy Wełnowiec-Józefowiec. Swoją nazwę wzięła od dzielnicy Siemianowic Śląskich – Bytkowa, do którego prowadzi w kierunku północnym. W jej rejonie powstała dawna kolonia Dobra Myśl oraz kolonia Agnieszki, a także zabudowa zlikwidowanych Międzynarodowych Targów Katowickich.

## Przebieg
Ulica rozpoczyna swój bieg na północy od skrzyżowania na granicy trzech miast: z ulicą Walerego Wróblewskiego (Siemianowice Śląskie), ulicą Siemianowicką (Chorzów) i ulicą Telewizyjną (Katowice). Biegnąc w kierunku południowym, krzyżuje się z aleją Planetarium (dojazd do parku Śląskiego w Chorzowie), aleją Targową (dojazd do dawnych hal Międzynarodowych Targów Katowickich), ulicą Stanisława Rożanowicza, ulicą Józefowską i ulicą Bytomską. Kończy swój bieg przy skrzyżowaniu z ulicami profesora Jana Mikusińskiego i Agnieszki.
Ulica częściowo jest granicą między miastami Katowice i Chorzów. Pomiędzy ulicą Bytkowską a ulicą prof. J. Mikusińskiego znajdują się dawne zabudowania kolonii Dobra Myśl.

## Opis

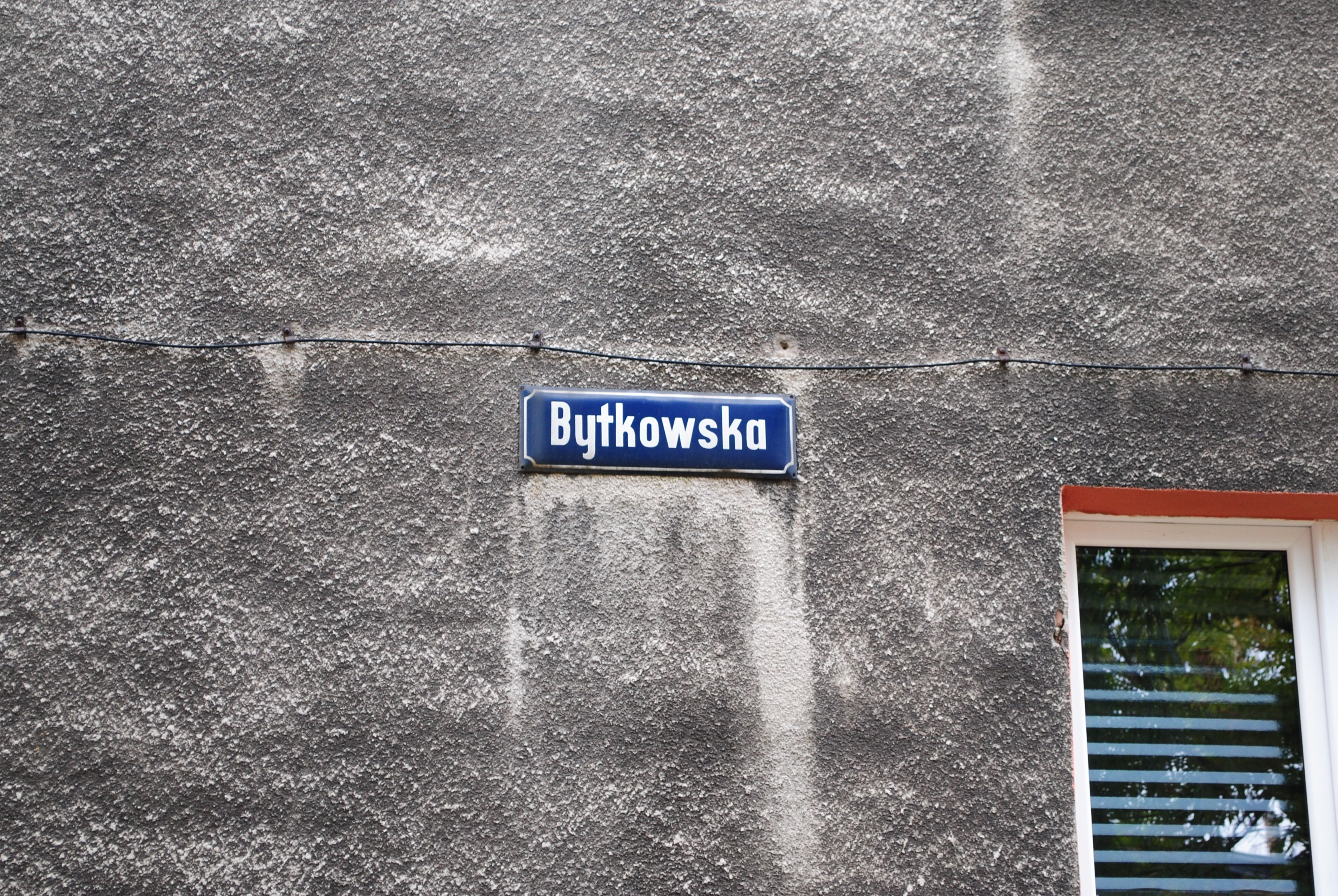
Tabliczka z nazwą ulicy

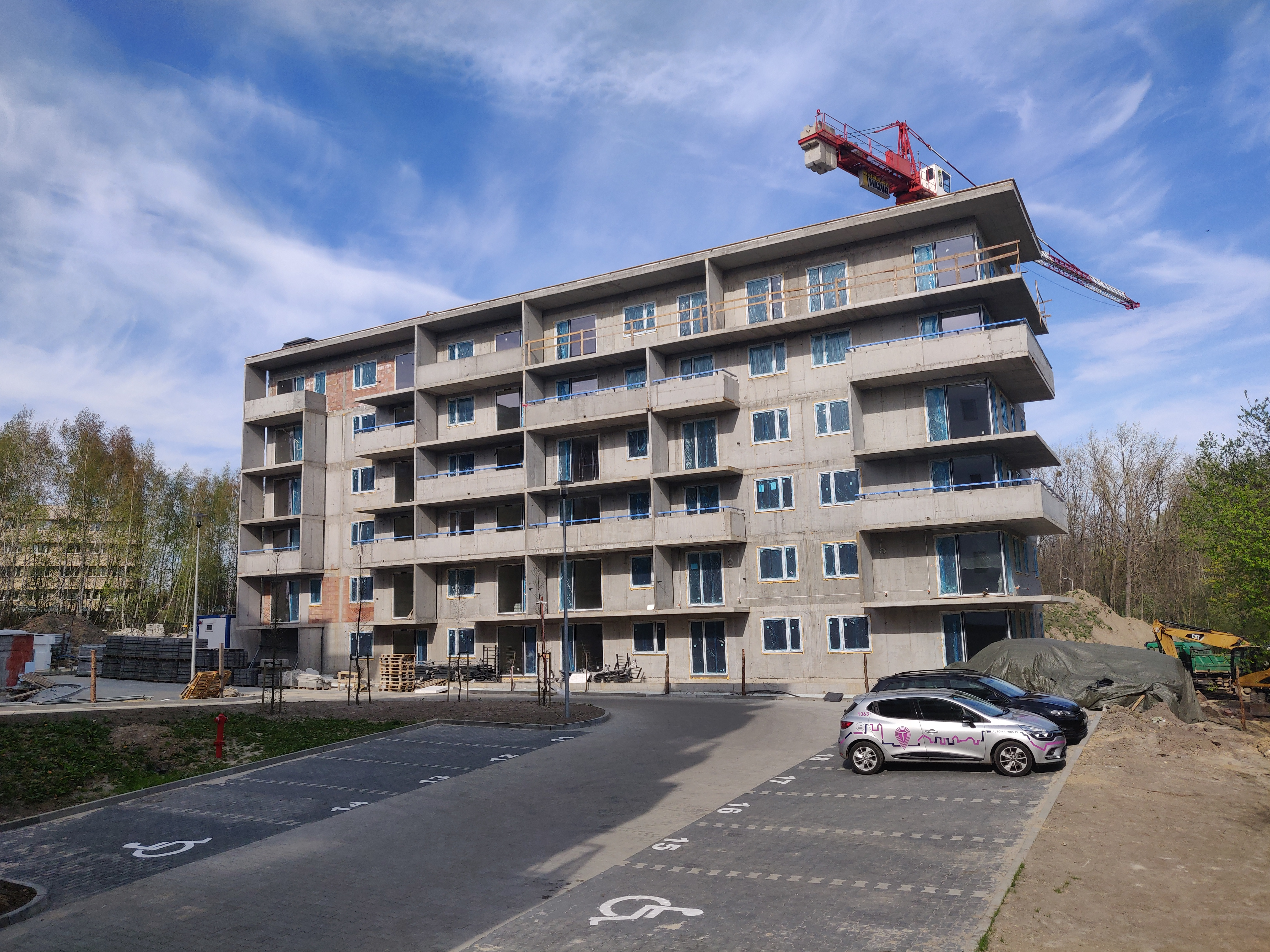
Budowa osiedla Bytkowska Park w kwietniu 2019 roku

Ulica Bytkowska posiada przeznaczenie na cele komunikacji drogowej publicznej jako ulicy o przekroju jednojezdniowym klasy technicznej Z. Pod ulicą zlokalizowany jest wodociąg magistralny o średnicy 1200 mm, będący w eksploatacji Katowickich Wodociągów. Przy ulicy istnieje stacja redukcyjno-pomiarowa sieci gazu niskiego ciśnienia.
Ulice Józefowska i Bytkowska, z dość regularnie uformowaną siatką ulic poprzecznych stanowią zastany, ukształtowany historycznie układ komunikacyjny dzielnicy Wełnowiec-Józefowiec. W planach jest przedłużenie ulicy Złotej do ulicy Bytkowskiej na styku Chorzowa i Katowic. Ciąg ulic Bytkowska – Agnieszki – Bukowa – Złota – Bracka – Feliksa Bocheńskiego pełni funkcję ulicy głównej. W godzinie popołudniowego szczytu ulicą przejeżdża 1385 samochodów (91,6% to samochody osobowe, 5% – samochody dostawcze, 1,8% – autobusy, 0,6% – samochody ciężarowe).
W czasach Polski Ludowej ulica nosiła nazwę Mariana Buczka. W 2006 roku jedna z hal Międzynarodowych Targów Katowickich zawaliła się; zginęło w niej 65 osób. Była to największa tego typu katastrofa budowlana we współczesnych dziejach Polski. Dnia 29 września 2010 roku przy ulicy został oddany do użytku hotel Best Western Premier. Budynek hotelu przeszedł remont za 80 milionów złotych. Wcześniej mieścił się w nim hotel uniwersytecki. W latach 2016–2018 w rejonie skrzyżowania ulic: Bytkowskiej i Telewizyjnej powstał zespół budynków mieszkalnych Bytkowska Park, zawierających łącznie 242 mieszkania.
Ulicą kursuje linia autobusowa ZTM. Na całej długości ulicy znajdują się dwa przystanki: Kolonia Agnieszki Bytomska i Bytkowska Centrum Targowe. Z drugiego z nich w kwietniu 2021 roku odjeżdżało 7 linii autobusowych, w tym jedna linia nocna.
Przy ulicy Bytkowskiej swoją siedzibę miały bądź mają: Międzynarodowe Targi Katowickie (powstałe w 1992 w oparciu o zaplecze lokalowe byłego Ośrodka Postępu Technicznego; obecnie zlikwidowane), przedsiębiorstwa handlowo-usługowe, restauracja i Park Inn By Radisson Katowice.

## Obiekty historyczne

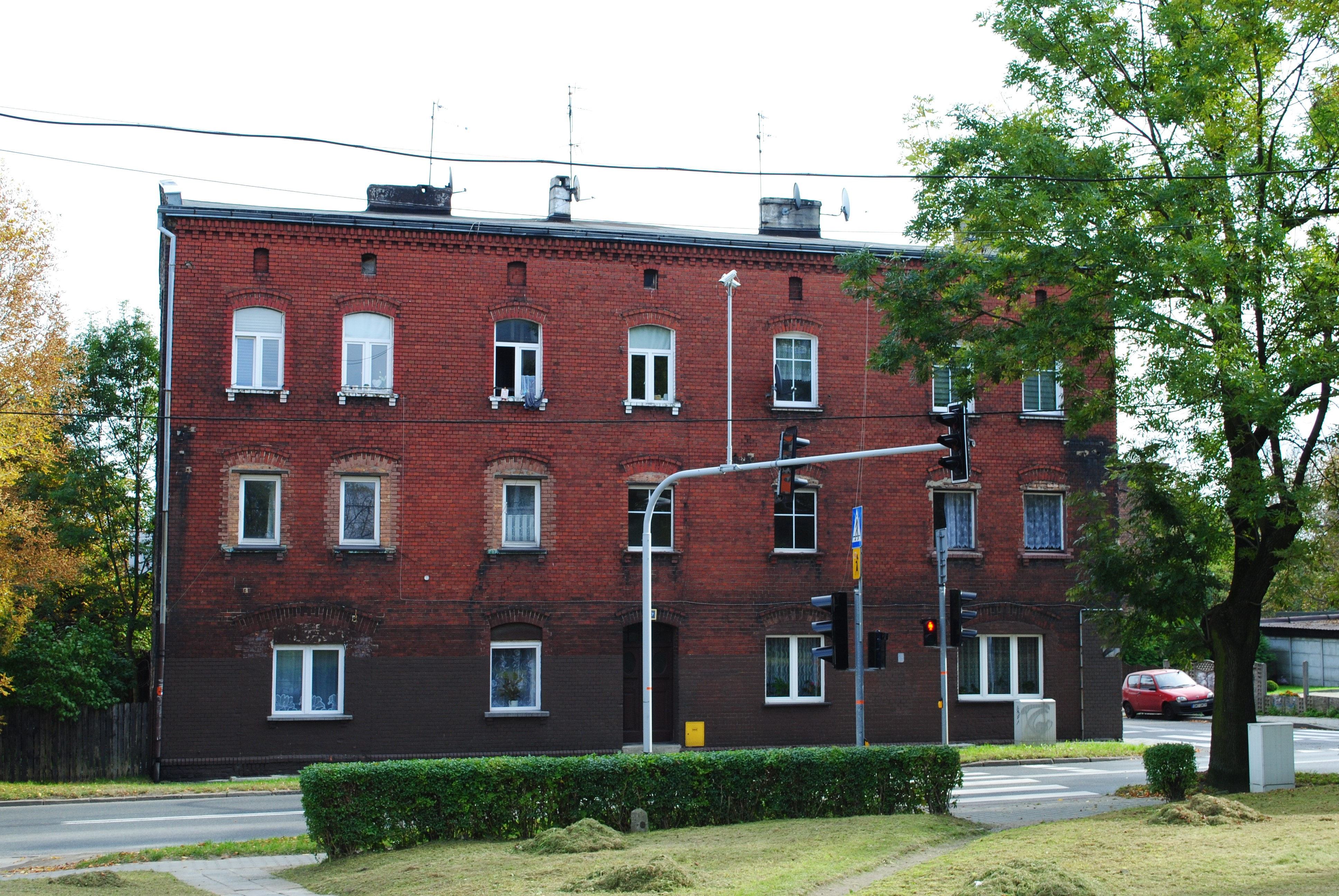
Kamienica mieszkalna
(ul. Bytkowska 67)

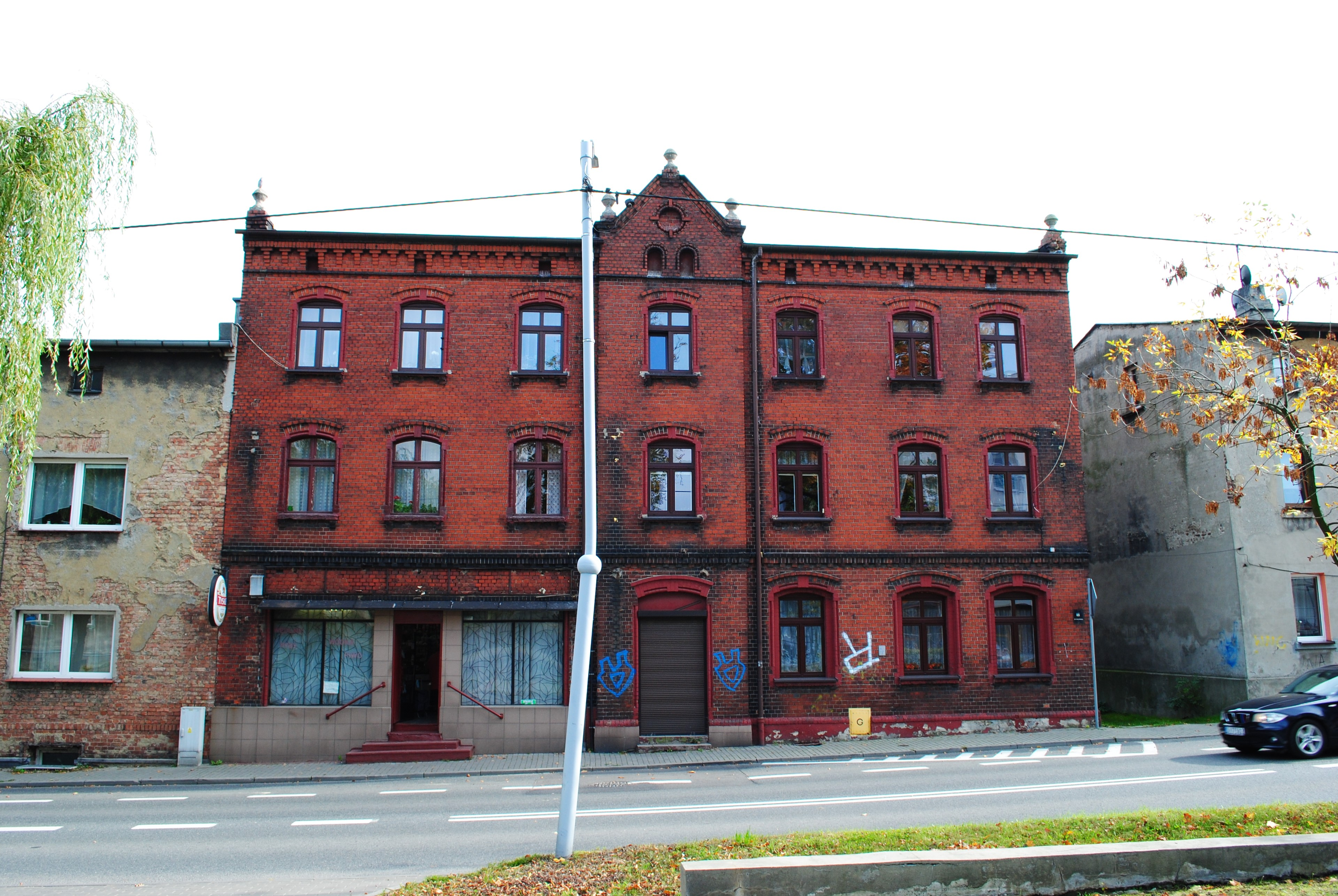
Budynek mieszkalny w stylu historyzmu
(ul. Bytkowska 65)

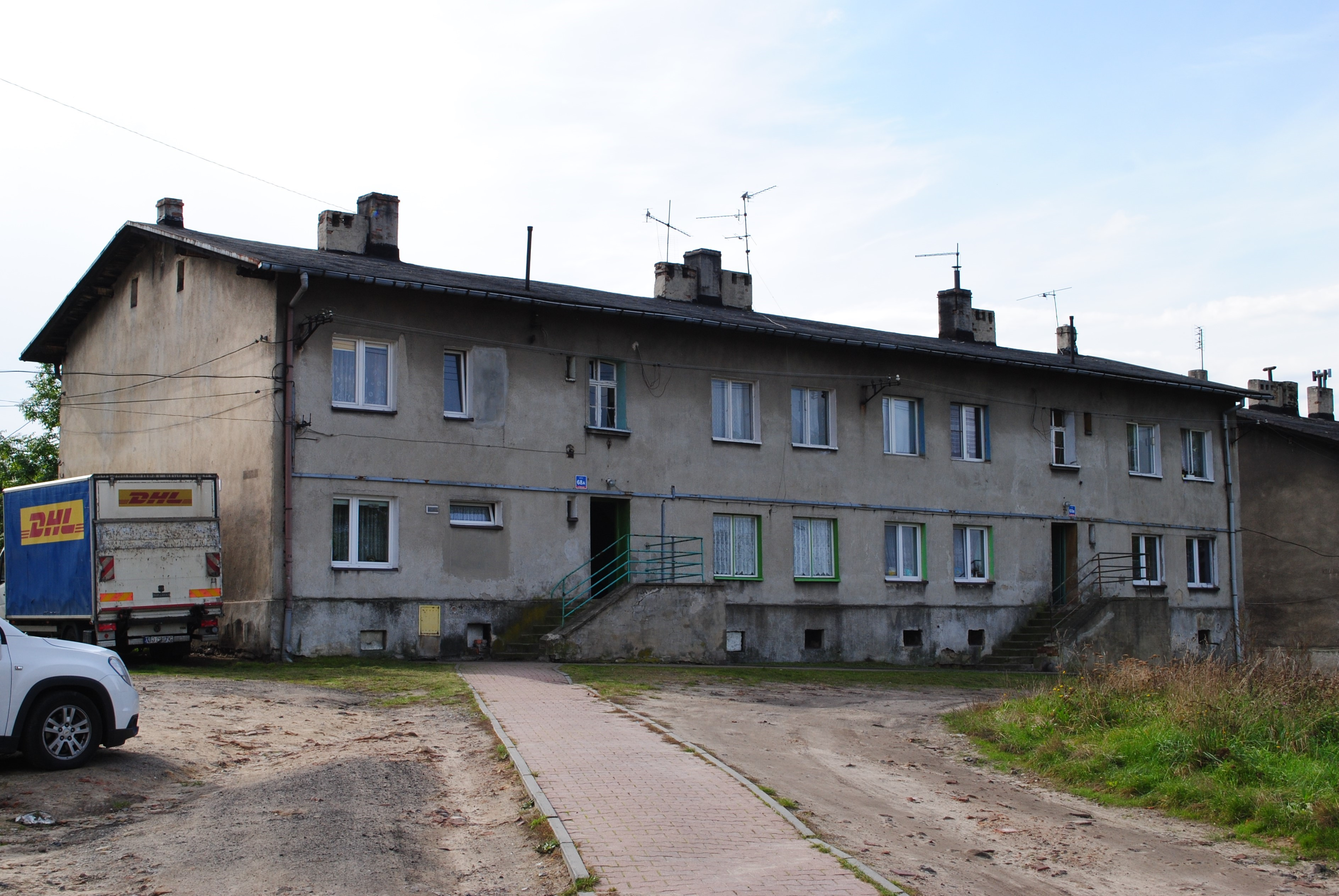
Budynki przy ul. Bytkowskiej 68-68d z lat 70. XIX wieku

Przy ulicy Bytkowskiej znajdują się następujące obiekty, objęte ochroną konserwatorską, będące świadectwem kultury materialnej, typowe dla regionu oraz objęte ochroną konserwatorską budynki mieszkalne:
- budynki mieszkalne (ul. Bytkowska 84, 82, 77/79, 72, 65); wzniesione w stylu historyzmu;
- dawna hala przemysłowa przy szybie Agnieszka (ul. Bytkowska 78)[19];
- dwukondygnacyjny murowany dom w ogrodzie (ul. Bytkowska 69); wzniesiony w stylu historyzmu ceglanego prostego, w głębi działki istnieje budynek gospodarczy;
- trójkondygnacyjna murowana kamienica mieszkalna (ul. Bytkowska 67); wzniesiona na przełomie XIX i XX wieku w stylu historyzmu ceglanego prostego;
- czterokondygnacyjna murowana kamienica mieszkalna (ul. Bytkowska 61); wzniesiona w latach międzywojennych;
- dwukondygnacyjna murowana kamienica (ul. Bytkowska 63); wzniesiona na początku XX wieku;
- murowany jednokondygnacyjny dom w ogrodzie (ul. Bytkowska 58); wzniesiony na przełomie XIX i XX wieku, jako tradycyjny dom wiejski;
- krzyż z figurą Ukrzyżowanego (ul. Bytkowska 66); wzniesiony w XX wieku, w stylu historyzmu; krzyż wykonano z drewna, figurkę Chrystusa – z metalu.